# Edhar Alyakhnovich
Bản mẫu:Eastern Slavic name
Edhar Stanislavavich Alyakhnovich (tiếng Belarus: Эдгар Аляхновіч; tiếng Nga: Эдгар Олехнович (Edgar Olekhnovich); sinh 17 tháng 5 năm 1987) là một cầu thủ bóng đá Belarus. Tính đến năm 2018, anh thi đấu cho Torpedo-BelAZ Zhodino mượn từ Shakhtyor Soligorsk.

## Sự nghiệp
Alyakhnovich ra mắt cho đội tuyển quốc gia ngày 21 tháng 3 năm 2013, vào sân từ ghế dự bị trong trận giao hữu trước Jordan.

## Danh hiệu
BATE Borisov
- Vô địch Giải bóng đá ngoại hạng Belarus: 2010, 2011, 2012, 2013, 2014, 2015, 2016
- Vô địch Cúp bóng đá Belarus: 2010, 2015
- Vô địch Siêu cúp bóng đá Belarus: 2010, 2011, 2013, 2014, 2015, 2016

## Bàn thắng quốc tế
| # | Ngày               | Địa điểm                        | Đối thủ    | Tỉ số | Kết quả | Giải đấu |
| - | ------------------ | ------------------------------- | ---------- | ----- | ------- | -------- |
| 1 | 4 tháng 9 năm 2014 | Borisov Arena, Borisov, Belarus | Tajikistan | 4–1   | 6–1     | Giao hữu |